# パク・シフ
パク・シフ（박시후、朴施厚、1978年4月3日 - ）韓国の俳優。漢陽大学校演劇映画科出身。身長182cm、体重70kg、血液型B型。本貫は咸陽朴氏。演技力には定評があり、テレビドラマ「家門の栄光」（2009年）ではSBS演技大賞の特別企画部門で演技賞を、ドラマ「王女の男」（2011年）ではKBS演技大賞の男性最優秀演技賞、ベストカップル賞、人気賞を受賞している。また、映画「君の香り」をはじめとする中国における活動の功績が認められて、2015年にはラグジュアリーブランドモデル・韓流アジアトップスター賞を受賞している。

## 略歴
- パク・シフは目つき一つですべてを語る俳優、フェロモンを感じさせる俳優とよばれる。彼は西洋的な彫の深い美男ではないものの、東洋的な涼やかな顔立ちをしている。そして、喜怒哀楽を繊細かつ鮮明に表現する視線や表情、柔らかく華やかな物腰には人を惹きつける魅力がある。だが、彼が演技派の俳優として認知されるまでには長い道のりがあった。インタビュー（2012年11月）[3]によれば、パク・シフは若い頃にファッションモデルとして活動していた父親の影響で、1996年頃から演劇の世界に入ったという。彼が尊敬してやまない父親には子ども時代によく映画に連れて行ってもらい、映画鑑賞を通して俳優への漠然とした憧れが芽生えたようである。しかし、田舎に暮らしていたことと内気な性格が影響して、俳優を目指す決心がなかなかつかず、地方の大学に進学した。だが、夢を諦めきれず一念発起して学業を中断しソウルに出たものの、下積み時代が長かった。昼はスポーツジムで働き、夜は演劇の活動をしていたが、兵役を経て、ドラマ「怪傑春香」（2005年）でちゃんとした配役を手にするまでには、10年ほどかかったという。
- テレビデビュー以降は貴公子然とした風貌が受け、主には女性主人公の相手役としてドラマに出演するようになり、ドラマ「完璧な恋人に出会う方法」（2007年）ではSBS演技大賞のニュースター賞を受賞している。先述のインタビューでは、彼はデビューが遅かったため、ドラマ「イルジメ〜一枝梅」（2007年）ではじめて役者としての自信が芽生えたと語っている。このドラマは李氏朝鮮時代の王・仁祖の時代を題材とした架空の物語であり、彼は王への復讐を果たそうとする盗賊イルジメの兄で、複雑な生い立ちをもつ役柄を細やかに演じている。
- 韓国国内でパク・シフの実力が本当に認められたきっかけは、ドラマ「家門の栄光」（2009年）における熱演にあったと思われる。このドラマでは、韓国の名家を舞台として儒教の伝統文化（冠婚葬祭、生活様式、道徳観、子どもの教育のあり方）を取り上げつつ、その家門にかかわる複数組の男女の恋の行方を追っている。さらには、古い伝統を大切に継承し人を人として尊重する者と、貧困ゆえに世の中に対して復讐心を燃やす者との対立と和解の過程が描かれており、奥の深い群像劇に仕上がっている。パク・シフは全54話の長丁場のドラマのなかで、闘争本能に任せて企業買収を繰り返す非情な男が自らが仕掛けた恋の罠にはまり、真実の愛に目覚めて変容していく過程を丁寧に演じている。このドラマには韓国ドラマ界の重鎮シン・グをはじめとする多くの名優が出演しており、パク・シフは様々な先輩俳優との共演を通して、不安や恐怖心を取り払って演じられるようになったと話している。このドラマの脚本家のチョン・ジウからは「悩殺的な目つき」を見せるようにと助言され、彼は悩みつつも視線について一層工夫したという。パク・シフは、子ども時代には口数は少ないけれども相手の話をよく聞いていたとしたうえで、その頃からの習慣も手伝って、話すよりも視線や微妙な表情で表現することがより自然にできるのかもしれないと語っている。このドラマでは恋人役のユン・ジョンヒとも息がぴったりと合っており、地道な努力が実って、彼はSBS演技大賞の特別企画部門で演技賞を受賞している。
- ドラマ「家門の栄光」（2009年）以降のキャリアは順調であった。ドラマ「逆転の女王」（2010年）ではMBC演技大賞の優秀演技賞を受賞している。ドラマ「王女の男」（2011年）は李氏朝鮮時代の王・世祖の時代を題材とした架空の物語であり、パク・シフは王を宿敵としながら、その王女と恋に落ちる両班の青年の愛憎の葛藤を表現して好評を博し、KBS演技大賞の男性最優秀演技賞、ベストカップル賞、人気賞をトリプル受賞している。さらに、2012年には映画界にも進出している。映画「殺人の告白」（2012年）[4]では、パク・シフは演技の幅を一層広げており、時効になった殺人をマスコミに向かって告白するが、本当に犯人なのかどうかが疑わしい人物を演じて、善と悪とが入り混じったミステリアスな微笑を浮かべている。カーチェイスの場面では鍛え上げた体躯を披露している。ドラマ「清潭洞＜チョンダムドン＞アリス」（2012年）[5]も好調で、彼は人気の絶頂期にあった。しかし、その絶頂期に女性関係のトラブルに見舞われ、芸能活動を一時休止している[6]。
- パク・シフが復帰のために選んだ作品は、映画「ビッグ・ブルー・レイク」で香港電影金像奨の新人監督賞を受賞したツァン・ツイシャンがメガホンをとった中国映画「君の香り」（2014年）であった[7]。この映画によって彼の中国における人気は急上昇し、中国の有名ポータルサイト「新浪(SINA)」の「人気韓流スター」の投票では１位を記録し続け、北京国際映画祭にも特別招待されている[8]。このような功績が認められて、2015年にはラグジュアリーブランドモデル授賞式・韓流アジアトップスター賞を受賞している。これはグローバル韓流スターおよび大衆文化芸術分野の功労者に与えられる賞である[9]。

## 人物
- パク・シフの故郷は、ソウルから高速バスで南へ約2時間半下ったところにある忠清南道（チュンチョムナムド）の扶余（プヨ）である。実家は扶余郡で3代続く地主・資産家であり、両親は着実な寄付活動で地域社会に貢献している[10]。実家の敷地内には韓国時代劇の両班の住まいのような伝統家屋や池付きの庭園があり、地元では文化財指定を推薦する声もあるという[11]。パク・シフも篤志家の両親の影響を受けて、2010年から扶余郡と母校に寄付を続けてきたそうである。このような経緯から、2013年5月に扶余郡は日本と中国で人気の高いパク・シフに郡の広報大使を委嘱したと発表した[12]。さらに、彼の故郷への愛が伝わってくるエピソードには、ドラマ「清潭洞＜チョンダムドン＞アリス」（2012年）に関連する内容がある。パク・シフはこのドラマでフランス帰りのお洒落な実業家を気取っているものの、実は扶余で代々続く資産家の息子で、感情が激すると無意識的に扶余訛りが出てしまう役柄をコミカルに演じている。
- パク・シフという芸名のファーストネームの漢字表記は厚く施す(ほどこす）という意味の「施厚」である。命名の由来は不明であるが、彼は故郷での寄付以外にもチャリティー活動（サイン会、公演など）に熱心である。たとえば、2011年には他の俳優・女優とともにチャリティーソング「キョウルイヤギ」を歌ってCD化し、その収益金を寄付している[13]。
- パク・シフの父親であるパク・ヨンフは、男性ファッションモデルが珍しかった1960年代から1970年代にかけて人気を誇ったモデルである。言い換えると、モデルの開拓者世代にあたる人物である。今はパク・シフの心強い応援団である父親も、最初は息子を心配して俳優になることに反対したそうである[14]。一方、母親は彼の最大の後援者であり、無名時代からソウルと扶余を行き来て食事を作ったり愚痴を聞いたりしてくれたという[15]。さらに付け加えると、パク・シフは男二人兄弟の長男で、弟は現代ユニコーンズに所属した元プロ野球選手のパク・ウホである。パク・ウホは現在はマネージャーの役割を果たして兄を支えている。
- パクシフの生年月日は公式には1978年4月3日とされているが、弟であるパク・ウホの生年月日が1978年5月15日であることから矛盾が指摘されている[16]。現在では1977年2月15日は戸籍上の生年月日であり、1978年4月3日は芸能人としての誕生日という解釈がなされている。
- 略歴でもふれたように、パク・シフは兵役を終えた後に、30歳近くで遅咲きのデビューを果たした。地方の大学における学業は中断したままになっていたが、彼は2011年に演技の勉強をしたいという強い意思によって、漢陽大学の演劇映画学科の編入試験を受け合格している[17]。この学科には現役の俳優が他にも在籍しており、彼は授業を受けるだけではなく他の俳優とともに演劇フェスティバルの企画にも参加している[18]。大学は2016年に卒業している。
- 趣味はスキューバーダイビングとスノーボード、特技はボクシング、合気道、剣道である[19]。さらに、インタビュー(2016年5月17日）[20]では、パク・シフは子どもの頃からボクシングや合気道、テコンドーを習っており、演技をするうえでもそれらの経験が役立っていると語っている。好きな日本の歌手は、SOUL'd OUT、BUMP OF CHICKENなどである。
- パク・シフの俳優としての姿勢は非常に真面目である。インタビュー（2013年1月18日）[21]によると、彼にとって演技とは一生を共にする親友のようなものであり、離れていると懐かしく、絶え間なく努力しなければならないものであるという。また、俳優になる前も幸せな人生を歩んできたが、俳優になってからは、やりたい作品を選んで実際にその役をもらったときや、遠くの地方ロケ現場まで訪れて応援してくれるファンを見ているときに幸せを感じるそうである。さらに、俳優としての目標はたくさんあるが、何よりも重要なのは真実性がにじみ出て心を動かせる俳優になり、長く演じ続けることであると述べている。

## 出演作品

### 映画
- 殺人の告白（2012年） - 主演：イ・ドゥソク役
- 君の香り（2014年） - 主演：カン・インジュン役
- きみの声を探して アフター・ラブ（2015年） - 主演：ソンジュン役[22]

### ドラマ
- 快傑春香（2005年、KBS）
- 結婚しよう!〜Let's Marry〜（2005年 - 2006年、MBC） - カン・ジェホ役
- 君はどの星から来たの（2006年、MBC） - ハン・ジョンフン役
- 完璧な恋人に出会う方法（2007年、SBS） - ユ・ジュンソク役
- イルジメ〜一枝梅（2008年、SBS） - シフ（チャドル）役
- 家門の栄光（2008年 - 2009年、SBS） - 主演：イ・ガンソク役
- 検事プリンセス（2010年、SBS） - 主演：ソ・イヌ役
- 逆転の女王（2010年 - 2011年、MBC） - 主演：ク・ヨンシク（ジェームズ）役
- 王女の男（2011年、KBS） - 主演：キム・スンユ役
- 清潭洞＜チョンダムドン＞アリス（2012年 - 2013年、SBS） - 主演：チャ・スンジョ役
- 名もなき英雄＜ヒーロー＞（2016年、OCN） - 主演：ペク・シユン役
- 黄金の私の人生（2017年 - 2018年、KBS） - 主演：チェ・ドギョン役
- ラブリー・スター・ラブリー（2018年、KBS） - 主演：ユ・フィリップ役
- バベル～愛と復讐の螺旋～（2019年、TV朝鮮） - 主演：チャ・ウヒョク役
- 風と雲と雨（2020年、TV朝鮮） - 主演：チェ・チョンジュン役

### CM
- SK Telecom / SKテレコム
- LG Electronic / LG電子
- Korean Lessle / 韓国ネッスル
- Yets / イェッチュ
- Frion / プライオン
- Lotte Confectionery / ロッテ製菓
- OK Cashbag / OKキャッシュバック
- Tipicosy / ティピコシ
- Galaxy / ギャラクシー
- Ho-ya Lens Korea / ホヤメガネ
- Venus Scolpio / ビーナス スコールビオ
- DHC for Men（2007 . 2008）/ DHC メンズ
- PAT for Men（2008 . 2009）/ PAT メンズ

### Music Video
- Happiness by Gavy NJ
- Alex & Jisun Digital Single
- Taste of farewell by キム・ボムス

## 受賞
- 2007年　SBS演技大賞 ニュースター賞（ドラマ「完璧な恋人に出会う方法」）
- 2009年　SBS演技大賞 特別企画部門　演技賞（ドラマ「家門の栄光」）
- 2010年　MBC演技大賞 優秀演技賞（ドラマ「逆転の女王」）
- 2011年　KBS演技大賞 男性最優秀演技賞（ドラマ「王女の男」）
- 2011年　KBS演技大賞 ベストカップル賞（ドラマ「王女の男」の王女役ムン・チェウォンとともに受賞）
- 2011年　KBS演技大賞 人気賞（ドラマ「王女の男」）
- 2015年　ラグジュアリーブランドモデル授賞式　韓流アジアトップスター賞